# Girardet (Künstlerfamilie)
Die Familie Girardet war eine aus Le Locle, Kanton Neuchâtel in der Schweiz stammende, überwiegend in Frankreich tätige Künstlerfamilie von Kupferstechern, Holzschneidern und Malern. Ahnherr war der Verlagskaufmann Samuel Girardet.
Die Mitglieder der Familie waren von hoher technischer Fertigkeit, ihnen wird jedoch ein Mangel an Kreativität nachgesagt. Als Künstler sind sie heute weitgehend vergessen, lediglich der dokumentarische Wert ihrer Werke wird geschätzt, in der Schweiz sind sie nur noch auf lokaler Ebene in Le Locle bekannt, wo ihnen 1948 ein Denkmal gesetzt wurde.

## Mitglieder
- Samuel Girardet (1730–1807) ⚭ Fanny Charlotte Favre
  - Abraham Girardet (1764–1823)
  - Alexandre Girardet (1767–1836)
  - Julie Girardet (1769–1817)
  - Abraham Louis Girardet (1772–1821)
  - Charles Girardet (1780–1863)
    - Karl Girardet (1813–1871)
    - Pauline Girardet (1816–?).
    - Edouard Girardet (1819–1880)
      - Henri Girardet (1848–1917)
      - Pierre Girardet (1850–1884)
      - Robert Girardet (1851–1900)
      - Max Girardet (1857–1927)

    - Paul Girardet (1821–1893) ⚭ Louise Alexandrine Sandoz
      - Julia Antonine Girardet (1851–1921)
      - Eugène Girardet (1853–1907)
      - Jules Girardet (1856–1938)
      - Léon Girardet (1856–1895)
      - Paul Armand Girardet (1859–1915) ⚭ Berthe Imer (1869–1948)
      - Théodore Girardet (1861–1935)